# 和合本

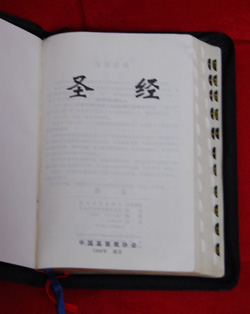
中国語聖書和合本（中国語簡体字版、中国基督教協会の発行、南京愛徳印刷有限公司の印刷）

和合本（わごうほん、英文：Chinese Union Version）は、プロテスタントの中国語訳聖書の中でも現在最も多く使われているもので、1919年に完成した。

## 成り立ち
和合本への翻訳は、1890年代に当時の英語訳聖書の最新版「英語改定訳聖書」（English Revised Version）を基に開始され、1908年に新約聖書が、1919年に旧約聖書も完成した。当時は縦書き、現在中国語繁体字と呼ばれる旧漢字を使っていたが、中華人民共和国成立後の中国では、中国語簡体字で、横書き、新標点版（現代風の句読点付き）がほとんどである。
和合本の歴史では、よく「神」とするか「上帝」とするかの論争が強調されるが、いまはほとんど問題になっていない。

## 和合本の改訂

### 新標點和合本
和合本は本来句読点が少なかった。これをおもに現代風の句読点付きに直し、また多少固有名詞を現代中国語にあわせた版が「新標點和合本」（中国語簡体字: 新标点和合本, 英文名称：Chinese Union Version with New Punctuation、英文略称：CUVNP）として1988年に発行されている。現在はこれがもっとも流布している。

### 和合本修訂版
中国語の言文一致近代化は1920年代に始まったといわれていて、1910年代に完成した和合本は、現代人にとって難解な言葉・表現も多い。これをより分りやすくする「和合本修訂版」（Revised Chinese Union Version、英文略称：RCUV）が2006年に新約聖書は完成し、旧約聖書の修訂版も2010年には完成した。

## 新標点和合本の内容
- 書名とその他の固有名詞は

- 旧約聖書：

| 律法書： 創世記（創） 出埃及記（出） 利未記（利） 民数記（民） 申命記（申） 歴史書： 約書亜記（書） 士師記（士） 路得記（得） 撒母耳記上（撒上） 撒母耳記下（撒下） 列王紀上（王上） 列王紀下（王下） 歴代誌上（代上） 歴代誌下（代下） 以斯拉記（拉） 尼希米記（尼） 以斯帖記（斯） 詩歌・智慧書： 約伯記（伯） | 詩篇（詩） 箴言（箴） 伝道書（伝） 雅歌（歌） 先知書： 以賽亜書（賽） 耶利米書（耶） 耶利米哀歌（哀） 以西結書（結） 但以理書（但） 何西阿書（何） 約珥書（珥） 阿摩司書（摩） 俄巴底亜書（俄） 約拿書（拿） 弥迦書（弥） 那鴻書（鴻） 哈巴谷書（哈） 西番雅書（番） 哈該書（該） 撒迦利亜書（亜） 瑪拉基書（瑪） |
伊甸園（エデンの園）、亜当（アダム）、夏娃（エバ）、大衛（ダビデ）、以賽亜（イザヤ）など

- 新約聖書：

| 四福音： 馬太福音（太） 馬可福音（可） 路加福音（路） 約翰福音（約） 教会歴史： 使徒行伝（徒） 書信： 羅馬書（羅） 哥林多前書（林前） 哥林多後書（林後） 加拉太書（加） 以弗所書（弗） 腓立比書（腓） 歌羅西書（西） | 帖撒羅尼迦前書（帖前） 帖撒羅尼迦後書（帖後） 提摩太前書（提前） 提摩太後書（提後） 提多書（多） 腓利門書（門） 希伯来書（来） 雅各書（雅） 彼得前書（彼前） 彼得後書（彼後） 約翰一書（約壱） 約翰二書（約弐） 約翰三書（約参） 猶大書（猶） 約翰的啓示： 啓示録（啓） |
耶蘇基督（イエス・キリスト）、馬利亜（マリア）、約瑟（ヨセフ）、保羅（パウロ）など
※（分りやすいように、ほぼ現代日本語の漢字を使った。）

## 新標点和合本の特徴
- よく知られているように、「神」を中国語で「神」と「上帝」とする版があるが、最近は1文字ブランクと「神」と書いてある版がほとんど
  - 必要あればこのブランクと神を「上帝」で置き換えて印刷できるようになっている。お祈りのときなどは、「神」も「上帝」も、ほぼ同等に使われている。（「主」を「天主」とするのはカトリック＝天主教信者。）、
  - 旧約聖書のみでヤハウェ（またはエホバ、英文：Jehovaまたはthe Lord、新共同訳聖書で「主」）は、中国語で伝統的に「耶和華」（イェハーファ）と訳されていたが、新標点和合本から「神」とする版も出てきた。例：創世記1-1：「起初　神創造天地。」（初めに神は天池を創造された。）ただしその場合でも、詩編のみは言い慣れた詩が多いので、耶和華と記している。例：詩篇23：「耶和華是我的牧者，我必不至欠乏。」（主は羊飼い、わたしには何も欠けることがない。）

- 「主祷文」（主の祈り、新約聖書のマタイ6:9-13）は、この和合本にあるそのままが日常でも教会でも使われている：

我們在天上的父，願人都尊你的名為聖。願你的国降臨，願你的旨意行在地上，如同行在天上。我們日用的飲食，今日賜給我們。免我們的債，如同我們免了人的債。不叫我們遇見試探，救我們脱離凶惡，因為国度，権柄，栄耀，全是你的，直到永遠。阿們。
※（分りやすいように、ほぼ現代日本語の漢字を使った。）
- 英語世界や日本語世界で日ごろとなえる「主の祈り」の言葉と普段読む聖書にある「主の祈り」の言葉が違っている状況にはまだなっていない

- 最後の晩餐（新約聖書 マタイ26:26-29）のパンとぶどう酒は、それぞれ中国語で「餅」と「葡萄汁」（ブドウ・ジュース）。中国仏教では禁酒が多く、またプロテスタント教会でも禁酒する人がほとんどである。
  - 中国の教会で毎月1回行なわれる聖餐式では、ギョウザの皮を小さな正方形に切ったものと、小さなプラスチックの杯に入ったブドウ・ジュースをいただくのが一般的

- 出版状況
  - 中国語簡体字版聖書は、中国基督教協会から出版されていて、この協会に関連した愛徳印刷会社で印刷されている（於：中国・南京）
  - 中国語繁体字版聖書は、おもに香港聖経公会で出版されている（於：中国・香港）

- 20世紀後半にも「呂振中訳本」（英文名：Lu Zhenzhong's Version、1970年出版）や「当代聖経」（Chinese Living Bible、1974年出版）や「現代中文訳本」（Today's Chinese Version、1979年出版）や「聖経新訳本」（Chinese New Version、1993年出版）などのプロテスタント中国語訳聖書が発行されているが、和合本はプロテスタント中国語訳聖書の中でも中国内外でいまだ最も多く使われている
- 中国のプロテスタント・キリスト教会では、この「和合本聖経」、讃美歌集「賛美詩・新編」（中国基督教協会出版、上海愛基印刷所印刷）からの聖書朗読、讃美歌、上に述べた「主祷文」、「使徒信経」（使徒信条）が一般に使われている

注：使徒信経：　我信上帝，全能的父，創造天地的主；我信我主耶蘇基督，上帝独生的子；因聖霊感孕，因童貞女馬利亜所生；在本丟彼拉多手下受難，被釘于十字架，受死，埋葬；降在陰間，第三天従死人中復活；昇天，座在全能父天帝之右辺；将来必従那里降臨，審判活人死人。我信聖霊；我信聖而公之教会；我信聖徒相通；我信罪得赦免；我信身体復活；我信永生。阿們。
※（分りやすいように、ほぼ現代日本語の漢字を使った。）
- すでにパブリックドメインに属し、中国語簡体字版と繁体字版がインターネットでも広く流布している。台湾、香港、その他の華僑社会では、縦書きの繁体字版を使う。内容は同じであるが、簡体字版の「你」（ニー、あなた）を繁体字版では「祢」（ニー）が使う。